# Cang Duri
Cang Duri is een bestuurslaag in het regentschap Aceh Tengah van de provincie Atjeh, Indonesië. Cang Duri telt 467 inwoners (volkstelling 2010).